# Csokonai Vitéz Mihály
Csokonai Vitéz Mihály (Debrecen, 1773. november 17. – Debrecen, 1805. január 28.) a magyar felvilágosodáskori irodalom egyik legjelentősebb költője.
Tanárai a jövő tudósaként emlegették, „poeta doctusnak” és „poeta natusnak” is nevezték. A 18. és a 19. század fordulójának magyarországi viszonyai között lenyűgöző tájékozottsággal rendelkezett a kor gondolkodását, irodalmát, politikáját illetően egyaránt. Bár jelentőségét éppen e körülmények miatt Európa nem ismerte fel, de a magyar irodalomban rövidesen elfoglalta méltó helyét.

## Élete
Apja Csokonai Vitéz József (1747–1786) borbély és seborvos, anyja Diószegi Sára (1755–1810) volt, Diószegi Mihály szűcsmester lánya, a magyar irodalom iránt érdeklődő asszony, aki Gyöngyösi István eposzaiból néhány részletet kívülről is megtanult. Férje 1786. február 20-án bekövetkezett halála után árva gyermekeinek ellátására kosztos diákokat vállalt.
A költő apja a győri származású borbély és kirurgus (sebész, céhmester – akkoriban ez még nem számított orvosi foglalkozásnak), református lelkész fia. Szegény mesterlegényként érkezett 1769-ben Debrecenbe, de hamarosan a város tekintélyes polgára, vagyonos ember, céhbeli elöljáró lett. Azonban halála után a családja elszegényedett.

### A Debreceni Református Kollégiumban

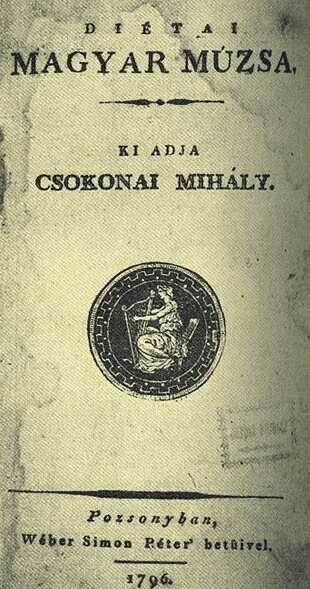
Csokonai Diétai Magyar Múzsa című egyszemélyes folyóiratának a címlapja az 1796-os pozsonyi országgyűlés idején (A diéta a képviselők napidíját jelentette)

A Debreceni Református Kollégiumban tanult, ahol 1785. április 18-án, az alsóbb osztályok elvégzése után továbbléphetett. Tanára volt Budai Ferenc és Budai Ézsaiás, a költészeti osztályban Háló Kováts József, az Aeneis fordítója; 1786-ban Fodor Gerzson oktatta a felsőbb szónoki, s metafizikai osztályban.
1788-ban, a gimnázium elvégzése után, április 18-án az akadémiai tanfolyamot kezdte el, és Milesz Józseftől hallgatta az alkalmazott mértant, természettant és bölcseletet; a teológiai szakon Ormós András oktatta, a héber és arab nyelvet és az Ó- és Újszövetségi Biblia-magyarázatot Sebestyén Istvántól, az ágazati, erkölcsi és lelkipásztori hittudományt az egyháztörténettel Szilágyi Gábortól hallgatta. Mindnyájuk közül a Budaiak, akik a hazai történelmet adták elő, és Sinay Miklós, akitől az általános világtörténelmet és régi irodalmat hallgatta, voltak rá legnagyobb hatással. Nem lépett be egyetlen szabadkőműves páholyba sem. Tanulótársai közül kis kört alakított ki maga körül, hogy egymással az újabb irodalmat megismertessék; mindegyikük más-más nyelv tanulását vállalta el, ő az olaszt választotta. Gyenge szervezete mellett is éjjel-nappal olvasott, tanult és kisebb-nagyobb költeményeket szerzett. A Békaegérharcot már 18 éves korában írta, Homérosz után ugyan, de az akkori politikai viszonyokra alkalmazta. 1793-ban Kazinczy Ferenc már barátai között említi. 1793-ra datálható Mozart Varázsfuvolájának (Boszorkánysíp címen) nyers prózai fordítása, s bár egész életén végigkíséri a feladat, véglegesen sosem készült el vele. 1794 tavaszán nyilvános tanítónak választották, ekkor már a görög, latin, olasz és magyar költészetben is járatos volt.
A következő iskolai téli félévben (1794. december 6.) a gimnázium ítélőszéke azzal vádolta őt, hogy az istentiszteletről elmaradozik, „társait magához híván az időt borozással és pipázással vesztegeti"; ezért azzal fenyegették, hogyha többször ilyen előfordul, tanítói hivatalától megfosztják. E vádakat a tárgyalás igazolta; Csokonait dorgálással büntették, és az érdemsorozatban hátravetették. Makacs természete miatt újra megsértette a kollégium rendjét,s néhány nap múlva ismét az iskolaszék elé idézték, vádolva azzal is, hogy az előadásokat nem tartja meg, a tanulók erkölcseit rontja, és egyes tanárait személyükben is megsértette. A tanítóságtól ekkor elmozdították, az elöljáróság Kiskunhalasra és Kecskemétre küldte, de Csokonai a főváros közelségétől elragadtatva, nem tért vissza kollégiumába, hanem Dugonics Andrást látogatta meg Pesten. Ezután elöljáróinak elnézését és engedélyét elnyerve, visszatért Debrecenbe, de túláradó önbecsüléséből származott összetűzései, s a fegyelmezetlenségei miatt 1795 júniusában újabb pert zúdítottak nyakába. A húsvéti kiküldetésben elkövetett néhány szabálytalanságért, s miután 1795. június 15-én a nagyteremben az esteli imádság után indulatos beszédben búcsúzott el társaitól, elhagyta a kollégiumot, melynek törvényszéke ekkor bizonyítvány nélkül való elbocsátásra ítélte.

### Sárospatakon
Az 1795–96. tanévet a sárospataki kollégiumban töltötte, de itt Kövy Sándor sem volt képes vele a jogtudományt megkedveltetni, úgyhogy rendszertelenül látogatta az előadásokat. A költészet régi szeretete kötötte egészen le. Tanulságos és kedvderítő társasága a lelkes ifjúság központjává tették. Sárospatakot a közvizsgálat előtt hagyta el, és a német nyelv tanulása céljából Lőcsére igyekezett; azonban szeptember 3-án már Bicskén volt Fejér vármegyében, ahol utóbb is gyakran tartózkodott Kovács Sámuel iskolarektornál.

### Pozsonyban és Komáromban
Az országgyűlés megnyíltával Pozsonyba ment, ahol hevesen részt vett a franciák elleni elkeseredésben, és 1796. november 1-jével kezdődően kiadta a Diétai Magyar Múzsa című lapot, mely keddenként, utóbb kétszer hetenként az országgyűlés bevégeztéig tizenegy számban jelent meg. Weber könyvnyomtató nem volt rábírható munkái további kiadására, ezért elhagyta az év végén Pozsonyt.
A Diétai Magyar Múzsa, mely az ország gyűlése alkalmatosságával hazánk fő és nemes rendeinek udvarlásokra kiadódott, már egészen felszabadúlt a sajtó alól. Áll tizenegy árkusból: békötve árúltatik minden nevezetesebb városokban a könyvkötő és nyomtató uraknál. Rózsaszínű nyomtatott és metszett fedélbe vagyon: írópapiroson 30 krajcár, nyomtatón pedig 24 krajcár. Akik a diétakor előre fizettek 1 rénes forintot: azoknak a jövő tavasszal kiadandó Nyájas Múzsából ingyen fogok szolgálni. Amely munkákat pedig 1794-ben megígértem, azokat és azóta készűlt írásaimat, mihelyt módom lesz a kőltségben, azonnal ki fogom adni. Bizonyos vagyok benne, hogy azon felséges, főtisztelendő, méltóságos és tekintetes előfizető rendekhez még többen is találkoznak, akik a Diétai Múzsát elősegélleni méltóztatnak. Minden előfizető, vagy magokat typografus Wéber úrnál jelentő uraknak és asszonyságoknak tisztelt neveik a Múzsa tizenegyedik darabjának a végén ki fognak nyomtatódni. Ezen jelentésem mellett magamat édes hazámnak szolgálatjára feláldozván, nemes nemzetemért élni és halni kívánok. Csokonai Mihály, maga kezével. Pozsonyból, dec. 15-én (1796)

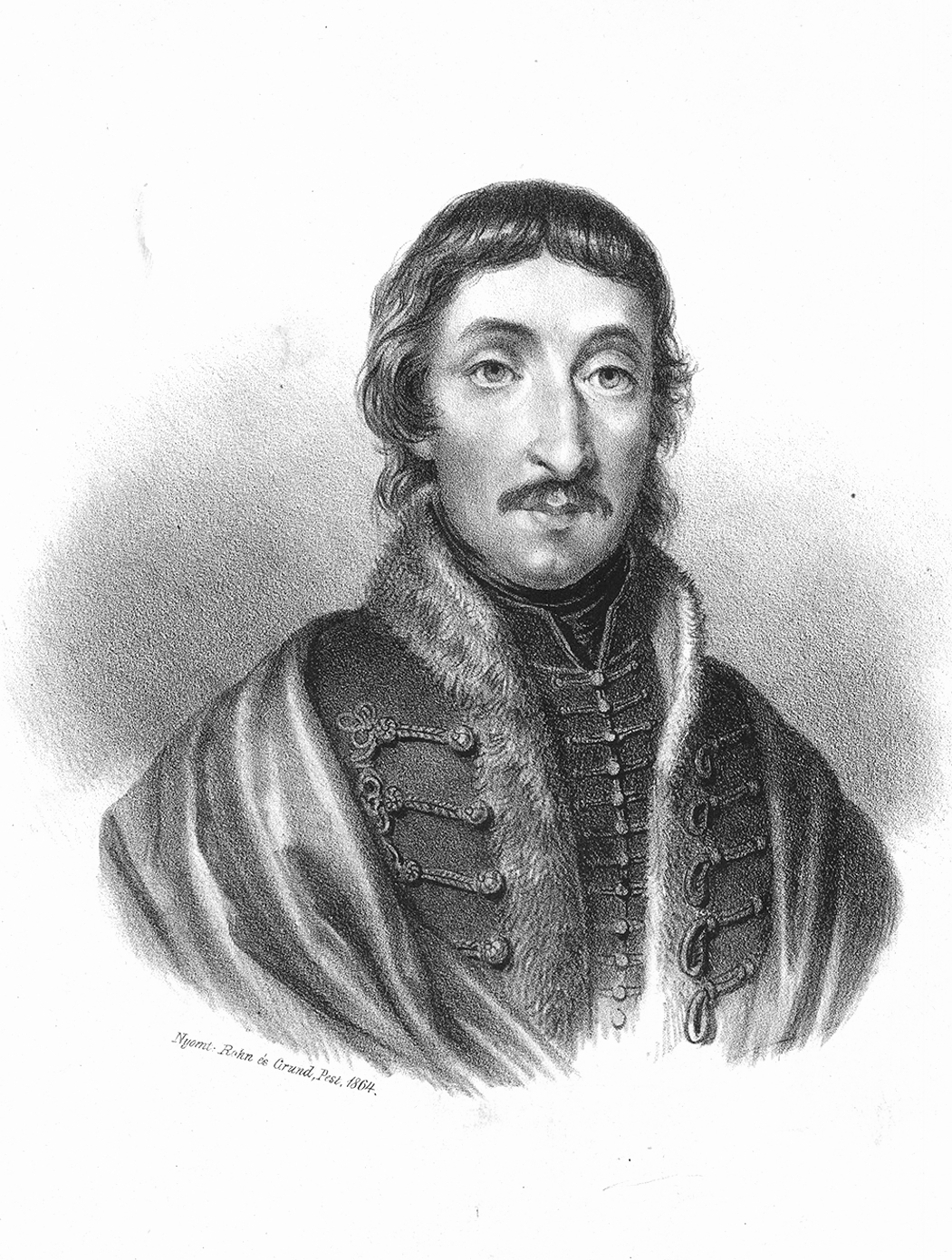
Rézmetszet Erőss János 1804-es rajza alapján

Komáromba utazott, ahol 1797. április 26-án tartotta a megye a felkelőgyűlését; itt írta a felkelésre buzdító verseit, és ez év nyarán itt ismerkedett meg Fábián Juliánna költőnő által Vajda Pál komáromi kereskedőnek Julianna nevű leányával, aki iránt ifjúsága egész hevével szerelemre gyúlt; ekkor születtek nagyrészt Lillát dicsőítő dalai, szerelemvalló levele, melyben Lillát (Vajda Juliannát) nyilatkozásra kéri, október 21. felelete a Lilla kedvező válaszára. E boldog élet kilenc hónapig tartott, mint Csokonai búcsúzó levelében maga mondja, amikor a kilátás nélküli viszony Lillának férjhez adásával megszakadt. (Első férje, Lévai István 1840. június 1-jén hunyt el, életének 76. évében. „Lilla áldott hamvainak”, aki 1855. február 15-én meghalt és 78 évet élt, második férje Végh Mihály hetényi református esperes emelt emléket.)

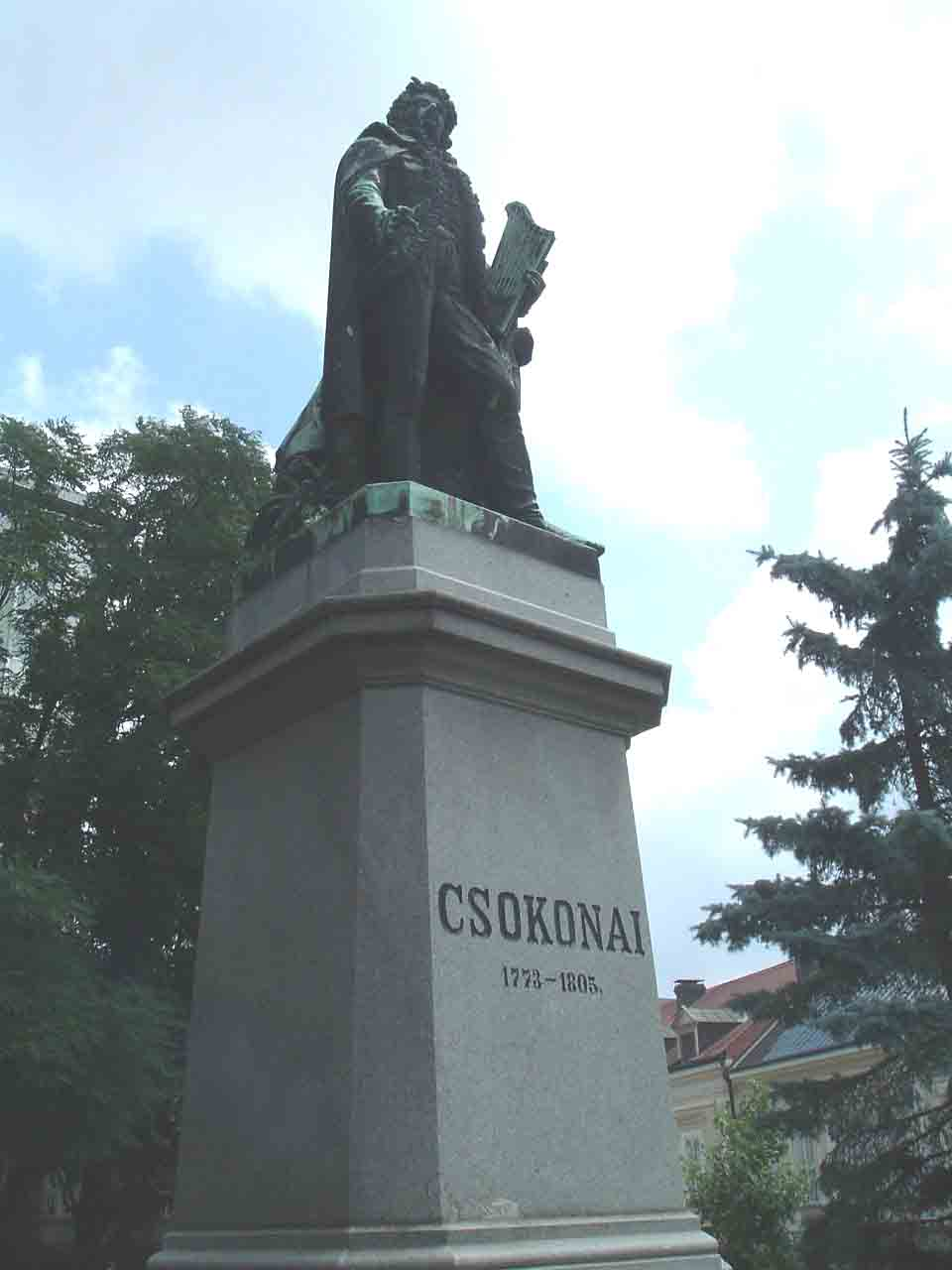
Csokonai-emlékmű Debrecenben

### Somogyi tartózkodása
Komáromi viszonya idején, úgy látszik, többnyire Kovács Sámuel barátjánál Bicskén tartózkodott, ahonnan gyakran ellátogatott Komáromba is, amely várost 1798 márciusának végén hagyta el. Azután Keszthelyre ment, felkereste Kiss Bálintot, egykori tanulótársát, akkori csökölyi segédlelkészt, majd átrándult barátjához Szokolay Dániel somogyi esküdthöz Hedrehelyre; onnan Kaposvárra ment, s visszatértében Nagybajomban Pálóczi Horváth Ádámot, a Hunniás íróját kereste fel, aki bemutatta a költőt sógorának, Sárközy Istvánnak, Somogy vármegye alispánjának és a csurgói gimnázium segédgondnokának, aki Kazinczyval levelezett. Sárközy magánál marasztalta a költőt, aki június végétől 1799 májusának végéig ott tartózkodott; itt érte a kitüntetés, hogy az Erdélyi Magyar Nyelvmívelő Társaság a tagjai közé választotta, amit 1798. augusztus 4-én kelt levelében köszönt meg. Ezalatt a csurgói gimnáziumnál egy segédtanári állás volt betöltendő, s azt Sárközy közbenjárására Csokonai nyerte el. 1799. június 2-án a költő értesítette Sárközyt, hogy a tanítást egy hete elkezdte, s tanításával a hazát és tudományt akarja szolgálni. Már ekkor értette a görög, latin, német, francia és olasz nyelvet, utóbbival már korábban foglalkozott, és a Metastasióból sokat fordított; de mégis mindenek fölött lelkesítette a magyar nyelv; már korán levelezésben állott Kazinczyval, Földi Jánossal, Pálóczi Horváth Ádámmal és másokkal. Az 1798–99. tanévben a felső osztályokat tanította, és növendékei számára „A magyar versirásról közönségesen” s „Magyar költészettan” című munkákat írta. 1799 augusztusának közepe táján előadatta tanítványaival a „Pofók vagy Cultura” és szeptember 24-én a Karnyóné című vígjátékait. Azonban itt sem tartotta meg szigorúan a tanórákat, és a tanév alatt megfordult Bajomban, Korpádon és Csökölyön. 1799 telén hagyta el Csurgót, és 1800. májusban Somogyot. Útját Szigetvárnak vette, ahol pár napig időzött Festetics Lajos grófnál; egyúttal megnézte a várromot, Zrínyiék hőstettének helyét; majd átkelt a Dunán és a Bácskán át Kecskemét felé tartott; Karcagon hosszabb ideig megpihenve, érkezett végre Debrecenbe, édesanyjához.

### Újra Debrecenben

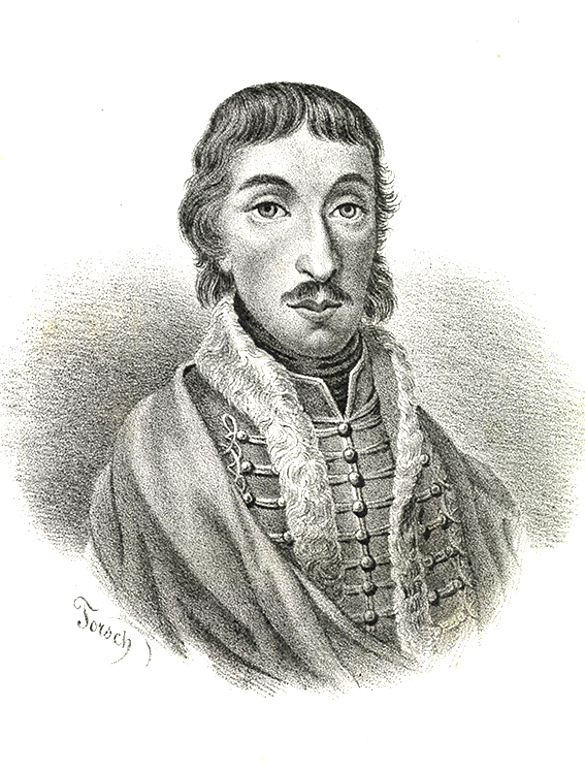
Torsch Leó rajza, 1800 körül

Otthon elvonultan, s kizárólag az irodalomnak élt, de innen is kirándult néha a barátaihoz. 1801-ben Sárospatakon volt Rozgonyinál, július 13-án Regmecen a két héttel előbb kiszabadult Kazinczynál, ismét pataki közvizsgán, Hangácson és Igaron, ahol augusztusig munkáinak letisztázásával foglalkozott, aminek végeztével felment Pestre, hogy a cenzúrán keresztülvigye, és kinyomassa őket. A téli évszakra Debrecenbe ment, ahol csak pár hetet töltött, mire munkái érdekében újra Pestre utazott. Komáromban is tartózkodott, 1802 februárjában. Folyamodott a Magyar Hírmondó szerkesztőségéért, majd írnokságért a Széchényi Könyvtárnál; de hiába. Fizikai gyöngélkedése hazatérésre kényszerítette, s a nagyváradi fürdőket kereste fel, ahol ugyanakkor Kazinczy is időzött. Innen hazatért, de kevéssel azután, június 11-én a nagy debreceni tűzvészben lakóháza is elpusztult.
1804. április 10-én indult Nagyváradra Rhédei Lajosné temetésére. Ott megfázott és súlyos tüdőgyulladást kapott, amit akkoriban még nem tudtak kezelni. E temetésre lázas sietséggel készített és személyesen szavalt búcsúztató verseivel (A lélek halhatatlansága) aratta utolsó költői diadalát. Április 22-én hazautazott. Betegsége mindinkább rosszra fordult, majd 1805. január 28-án elhunyt; éppen, amikor verses munkáinak kiadása már szépen megindult.

## Művei
A közönség 1783-ban olvasta először nevét a Magyar Hírmondóban, amely utóbb gyakran hozta verseit (különösen 1801–1803-ban); a kassai Magyar Múzeumban több műve jelent meg névtelenül; Kármán József Urániája (1794) hét darabját közölte, szintén névtelenül. A szerény ifjú Kazinczy sürgetései ellenére is (akivel 1792 óta levelezett), nem lépett még ekkor ki a nagyközönség elé.
1. Serkentés a nemes magyarokhoz a mostani országgyűléskor. Cantata. Pozsony, 1796 (Weber Simon Péter német eredetijével együtt. Zenéje Toszt Ferenctől származott.)
2. Diétai Magyar Múzsa. Uo. 1796 (november 1-jéig összesen 11 száma jelent meg és egymaga állította ki részint kész, részint akkori események által előidézett iránykölteményekből)
3. A nemes magyarságnak felülésére. T. n. Komárom vármegye rendeinek készítette és Várbogyai Csepy Zsigmond urnak s hites társának Készely Klára asszonynak segedelmekkel kiadta ápr. 26. 1797 Komárom
4. A haza templomának örömnapja. Nagym. gr. Széchényi Ferencz ő ex.jának a ns. Somogy vármegye főispáni székébe júl. 4. 1798. lett beiktatására. Bécs, 1798
5. A szépség ereje a bajnoki sziven. Debrecen, 1800 (Borbély Gábor kapitány és Vay Zsanetta kisasszony mennyegzője alkalmatosságával)
6. A tavasz. Irta Kleist, ford. Cs. V. M. Hozzájárulnak Kleistnak némely apróbb darabjai. Komárom, 1802 (2. kiadás. N.-Várad, 1797)
7. Oda m. Rhédey Lajos cs. kir. kamaráshoz. Somsich Lázár után latinból (Bécs, 1802. M. Hirmondó mellett)
8. Oda m. gróf Festetics Györgyhöz. (uo., 1802. M. Hirmondó mellett)
9. Amaryllis. Idyllium Schraud kir. tanácsosné halálára. Pest, 1803
10. A pillangóhoz egy óda, muzsikáját készítette Haydn úr; A szemrehányás, egy dal, a muzsikáját készítette Stipa úr. Bécs, 1803 (Megjelent 1806)
11. Dorottya, vagy is a dámák diadalma a fársángon. Furcsa vitézi versezet IV könyvben. Nagy-Várad és Vácz, 1804. (2. kiadás. Nagy-Várad, 1808. Ism. Szépirod. Figyelő, 1861, Salamon Ferenc és Irod. Tanulm. 3. kiadás. Bpest, 1875 Olcsó Könyvtár 1.)
12. Halotti versek. Melyeket néh. mélt. kohányi Kátsándy Therézia aszszony, Kis-Rhédei Rhédei Lajos úr házas-társának eltemetésekor tartatott tisztesség tételre készített és el is mondott 1804. április 15. Nagy-Váradon

### Halála után megjelent munkái
1. Lilla, érzékeny dalok III könyvben. Nagy-Várad, 1805 (2. kiadás uo., 1808. 3. kiadás. Bpest, 1877. Olcsó Könyvtár 42.)
2. Ódák, két könyvben. N.-Várad, 1805 (2. kiadás uo., 1809. 3. kiadás. Bpest, 1879. Olcsó Könyvtár 65.)
3. Alkalmatosságra irt versek. N.-Várad, 1806
4. A pásztorkirály. Énekes pásztorjáték 3 felv., szerz. Metastasio Péter, uo., 1806
5. Galatea, szerz. Metastasio Péter, uo., 1806
6. Amintas. Tassónak eredeti meséje. Olaszból, uo., 1806
7. Csokonai Vitéz Mihály poétai munkái. Kiadta Márton József. Bécs, 1813. Négy kötet
8. Csokonai Vitéz Mihály nevezetesebb poétai munkái. Kiadta Márton József, uo., 1816 Két kötet, arck. és életrajzzal
9. Csokonai Vitéz Mihály élete s még eddig ki nem adott munkái. Domby Márton által. Pest, 1817
10. Anthologia Csokonai Vitéz Mihály munkáiból. Kassa, 1836. arck. (Zsebkönyvtár I. és II. kötete)
11. Csokonai Mihály minden munkái. A szerző saját kéziratai s az első kiadásokhoz gondosan egyengetve, számos kiadatlanokkal bővítve, jegyzésekkel világosítva s életrajzzal bevezetve kiadta dr. Schedel Ferencz. Pest, 1844 (Helyesebben 1843–46. Nemzeti Könyvtár II. 2–10. füzet. Összes kiadott és kiadatlan munkáinak repertóriumával)
12. Csokonai Vitéz Mihály munkái. Közli Kelemföldy. Lipcse; 1843–45. Három kötet.
13. Csokonai válogatott munkái. Kéziratok s eredeti kiadások alapján Toldy Ferenc által. Pest, 1864. Három kötet. Arck.
14. Csokonai Vitéz Mihály válogatott versei. Budapest, 1873. (Kis-Nemzeti Muzeum 21. 2. kiadás uo., 1874. Magyar Remekirók 6.)
15. Békaegérharcz. Irta Homér. Általöltöztette a Blumauer módja szerént. (1791) uo., 1881 (Olcsó K. 124.)

Munkáit halála után, 1817-ben nagyon szigorúan és nem egészen elfogulatlanul bírálta meg Kölcsey, de nagy tehetségét mindig elismerte, s indítványozta, hogy közadakozásból sírkövet emeljenek neki. Erre Kazinczy többek között azt akarta vésetni: „Arcádiában éltem én is”, amiért a debreceniek, akik Arcádiának olyan magyarázatát találták valahol, hogy az „jó marhalegelő volt, kivált szamarak számára” nagyon megnehezteltek és ebből keletkezett az ún. Árkádia-per.

### Hátrahagyott és kiadatlan verseiből közöltek
Zsebkönyv (1821), Szépliteraturai Ajándék (1823–24), a Hon (1871. 269. sz.), Főv. Lapok (1871. A magánossághoz c. és 1876. 295. sz. Vályi Klárához írt két verses levelét Beőthy Zsolt közölte. Helyreigazítás. Egyet. Philol. Közlöny, 1878), nagyváradi Szabadság (1878. 226. sz. Egy gőgös leányhoz c.), a Figyelő (X. k. 1881. Ányos Lajos gyűjteményéből tízet, XVI. A pesti dicsőség c., XIX. Mi a csók? közli Kabos Ede és Kanyaró F. megjegyzése, X. XI. Abafi saját gyűjteményéből tizenhetet), M. Salon (1884. Márton napi gunár panasza c.), Arad és Vidéke (1884. 237. sz. Ősz c.), M. Szemle (1890. egyet.), Debreczeni Ellenőr (1890. 224. sz. Hencse, Hencse… kezdettel) és irataiból: Koszorú (1884. II. 45. Mi a csók?)

### Levelei
1795. aug. 18. (Hon 1871. 269. sz.), Lillához, Komárom 1798. márc. 12. (Vasárnapi Ujság 1857. 38. sz., Hölgyfutár 1857. 216. sz.), Arankához Nagy-Bajom, Somogy 1798. aug. 4. (Uj M. Muzeum 1858. I. 394. l., Reform 1872. 190. sz., Vasárn. Ujság 1872. 19. sz.), bizáki Puky Istvánhoz, Debrecen, 1799. márc. 16. Pest, 1801. szept. 26., Debrecen, 1803. aug. 17. (Ország-Világ II. 1881. 274. l.), tanügyi levele, Csurgó 1799. jún. 25. (M. Paedag. Szemle 1882. 346. l.), Kazinczy Ferenchez 1801. júl. 11. Bagamér, 1802. dec. 26. és az év végén vagy 1803. elején. Debreczen, 1803. febr. 20., (Kazinczy Levelezése I. 434. 538. 541. l., M. Szépirodalmi Szemle 1847. I. 21. 22. sz.), 1801. júl. 19. (Hortobágy 1865. 19. sz.), Pap Szász Józsefhez, Debrecen 1802. jún. 15. (Rozsnyói Hiradó 1881. 28. sz.), az 1802. debreczeni nagy tűzvész alkalmából (Vasárn. Ujság 1871. 33. sz.), Engel Jánoshoz, Debrecen 1803. ápr. 27. (Akadémiai Értesítő 1855. 1. sz.), dr. Sándorffy Józsefhez, Debrecen, 1804. jan. 3. (Delejtű 1859. 94. sz.), Debrecen, 1804. jún. 3. (Vasárn. Ujság 1871. 46. sz.), Obernyik Józsefhez, Debrecen, 1804. dec. 4. (Figyelő IX. 1880.), utolsó levele Papp József, Erős Gábor és Pethes Dávid tógátus barátihoz. Debrecen, 1804. dec. 10. (Főv. Lapok 1871. 235 sz. Igazmondó 1871. 42. sz.)

### Kéziratai
Kéziratai nagyrészt a debreceni református kollégium könyvtárában vannak, azonban több kéziratát őrzik még a Magyar Tudományos Akadémián és a Nemzeti Múzeumi könyvtárban is vannak levelei Nagy Gáborhoz 1794–1804. tizenhét darab, egy jótevőjéhez (Gáspár Pálhoz) 1795; Hála éneke gróf Széchényi Ferenchez; verse Földy János halálára 1802; Az Istenek osztozása, Militat omnis amans, A pásztor király c. 3 felv. énekes játék másolata s egyéb kisebb költemények (részben saját kézirata 1794–1803, részben másolatok 1809-ből); Végbucsú Rózsitól és Rózsi bucsúzálogai 1803; verses levele Mátyási Józsefhez, Pest, 1795. máj. 10. (Közölve a M. Könyv-Szemlében 1891. 11. l.)

### Kritikai kiadás (1975-2002)
Csokonai Vitéz Mihály Összes művei, szerk. 1975–1978: Julow Viktor, Szilágyi Ferenc, 1988–1994: Szilágyi Ferenc, Szuromi Lajos, 1999–2002: Debreczeni Attila, Szuromi Lajos; Akadémiai, Bp., 1975–2002)
- Költemények 1. 1785–1790; sajtó alá rend., bev., jegyz. Szilágyi Ferenc; Akadémiai, Bp., 1975
- Színművek, 1-2.; sajtó alá rend., jegyz. Pukánszkyné Kádár Jolán; Akadémiai, Bp., 1978
- Költemények 2. 1791–1793; sajtó alá rend., bev., jegyz. Szilágyi Ferenc; Akadémiai, Bp., 1988
- Szépprózai művek; sajtó alá rend., jegyz. Debreczeni Attila; Akadémiai, Bp., 1990
- Költemények 3. 1794–1796; sajtó alá rend., bev., jegyz. Szilágyi Ferenc; Akadémiai, Bp., 1992
- Költemények 4. 1797–1799; sajtó alá rend., bev., jegyz. Szilágyi Ferenc; Akadémiai, Bp., 1994
- Levelezés; sajtó alá rend., jegyz. Debreczeni Attila; Akadémiai, Bp., 1999
- Költemények 5. 1800–1805; sajtó alá rend., bev., jegyz. Szilágyi Ferenc; Akadémiai, Bp., 2002
- Tanulmányok; sajtó alá rend., jegyz. Borbély Szilárd, Debreczeni Attila, Orosz Beáta; Akadémiai, Bp., 2002
- Feljegyzések; sajtó alá rend., jegyz. Borbély Szilárd, Debreczeni Attila, Orosz Beáta, Szép Beáta; Akadémiai, Bp., 2002

## Emlékezete
1836-ban állították fel síremléket az egykori Hatvan utcai temetőben. 1929-ben, a temető felszámolásakor el akarták mozdítani a helyéről, de a debreceni polgárok megvétózták a tervet. 1938-ban átfestették a sírt és parkosították a környéket, a Dorottya utcában.
Arcképét Csokonai élete utolsó felében Erőss Gábor barátja metszette rézbe, testvére Erőss János rajza alapján. Erőss Gábor rézmetszete után készült az acélmetszet Friedrich Arnold Brockhausnál Lipcsében, amely a Toldy által kiadott Válogatott Munkái mellett jelent meg 1864-ben. Erőss János rajza alapján Friedrich John is készített rézmetszetet (pontozó modorú portrét), 1816-ban, amely alapján Ferenczy István Rómában carrarai fehér márványból készítette el Csokonai mellszobrát, melyet 1822 végén küldött el a nádornak, hogy az Debrecenbe szállíttassa, ahol 1823. március 11-én a könyvtár termében üveg gúla alatt helyeztek el. A debreceni temetőben 1836. augusztus elején a költő tisztelői négyszögletű kőalapon 80 mázsa vasból öntött gúla alakú emléket állítottak hamvai fölé. (Síremléke megjelent két rajzlapon a Regélő mellett, 1836-ban és Debrecenben, 1866-ban.) 1860. szeptember 29-én Kulini Nagy Benő azon kis ház falába (Darabos utca 993. sz.), hol a költő lakott és meghalt, márványlapot tétetett be e felírással: Csokonai Vitéz Mihály lak- és halálozás-helye. Szobrát Izsó Miklós készítette el, melyet a kollégium előtti téren 1871. október 11-én lepleztek le nagy ünnepélyességgel. Ekkor Imre Sándor emlékbeszédet tartott, Szász Károly pályanyertes ódáját szavalta el. (Megjelent Debrecen, 1871.; újra kiadatott, midőn a hazai írók és művészek 1884. július 6-án a szobrot megkoszorúzták.) 1887. október 27-én Csurgón volt Csokonai-ünnepély, Aggházy Gyula által festett arcképének a gimnáziumban történt leleplezése alkalmából, melyen a Magyar Tudományos Akadémia és a Kisfaludy Társaság is képviselve volt.
„Legbujdosóbb magyarnak” Ady Endre nevezte Vitéz Mihály ébresztése című költeményében (1912). Ady egyike volt azoknak, akik elsőként fogadta el modern, stílusteremtő költőnek. Csokonai közel negyven évet töltött el „irodalmi száműzetésben”. Petőfi és Arany „rehabilitálta”, de csak mint a népies verselés, a rímes epika egyik előfutárát.
Nevét viseli a debreceni Csokonai Nemzeti Színház.
A költő nevét viseli Budapest XV. kerületében, Rákospalotán a Csokonai Kulturális Központ. A névadásra feltehetően 1955-ben került sor, Csokonai halálának 150. évfordulóján.
Szinte minden magyar városban elneveztek róla közterületet.

### Magyar Rádió
- Kemény Egon – Gál György Sándor – Erdődy János: „Komáromi farsang” (1957) Rádiódaljáték 2 részben. Főszereplők: Csokonai Vitéz Mihály – Ilosfalvy Róbert és Zenthe Ferenc, Lilla – Házy Erzsébet és Korompai Vali.
- 2019 – Kemény Egon kétszeres Erkel Ferenc-díjas zeneszerző halálának 50. évfordulója esztendejében CD-n jelentek meg a "Hatvani diákjai" és a "Komáromi farsang" című daljátékai eredeti rádió-hangfelvételeinek (1955, 1957) digitalizált dupla-albumai.[13]

## Kiemelkedő alkotásai
- Az estve
- Zsugori uram
- Konstancinápoly
- A pillantó szemek
- A boldogság
- Tartózkodó kérelem
- Az esküvés
- A Magánossághoz
- A tihanyi Ekhóhoz

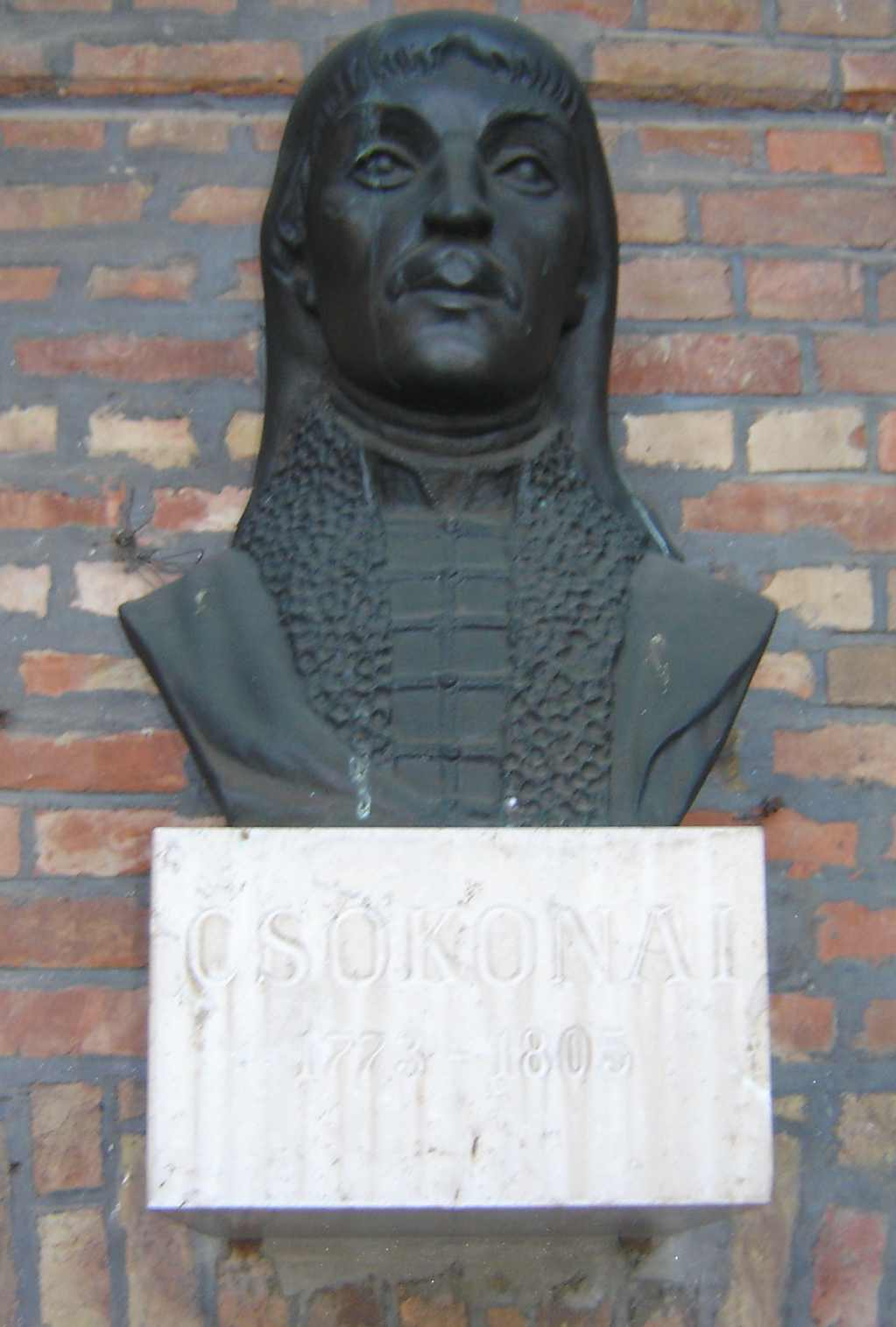
Csokonai Vitéz Mihály portré szobra Szegeden

- Jövendölés az első oskoláról a Somogyban
- A Reményhez
- Szerelemdal a csikóbőrös kulacshoz
- Szegény Zsuzsi, a táborozáskor
- Tüdőgyulladásomról
- Dorottya
- Az özvegy Karnyóné és a két szeleburdiak
- Vajda Juliannának szerelmemnek
- A méla Tempefői, vagy az is bolond, aki poétává lesz Magyarországon
- Lilla (kötet)[14]

## Csokonaival kapcsolatos irodalmi alkotások
- Petőfi Sándor: Csokonai
A vers szövege
- Csathó Kálmán: Földiekkel játszó égi tünemény (Unikornis Kiadó, Budapest, 2002) ISBN 963427443 9
- Horgas Béla: Csokonai Vitéz Mihály – A költői pálya, Versek (Garabonciás Könyvkiadó, Budapest, 1988) ISBN 963 7407 03 0
- Szabó Magda: Macskák szerdája (Európa Könyvkiadó, Budapest, 2005)[15] ISBN 963 07 7743 6
- Lőrincz L. László (1988): Földiekkel játszó… Galaktika IV. évfolyam, 1988/1 (88.) szám: 62–65. ·
- Ratimorszky Gyula: A tüneményes Lilla; KT, Komárom, 2000
- Juhani Nagy János: Mihály könyve; Szamárfül, Orfű, 2007
- Ballai László: Rettenetes csend; Méliusz Műhely, Debrecen, 2007
- Bálint Péter: "Végbúcsúmat tiszta szívvel fogadjátok – Hátrahagyott följegyzéseim; Széphalom Könyvműhely, Bp., 2007
- Vecsei H. Miklós: Kinek az ég alatt már senkije sincsen; színdarab, 2017

## Bibliográfia
- Domby Márton : Csokonai élete és kortársak emlékezései Csokonairól – Sajtó alá rendezte és a jegyzeteket írta Vargha Balázs (Magvető Könyvkiadó, Budapest, 1955)
- Csokonai emlékek – Összeállította és jegyzeteket írta Vargha Balázs (Akadémiai Kiadó, Budapest, 1960)
- Pukánszkyné Kádár Jolán: A drámaíró Csokonai (Akadémiai Kiadó, Budapest, 1956)
- Lakner Lajos: Az Árkádia-pör fogságában. A debreceni Csokonai-kultusz. Debrecen, 2015

## Képgaléria

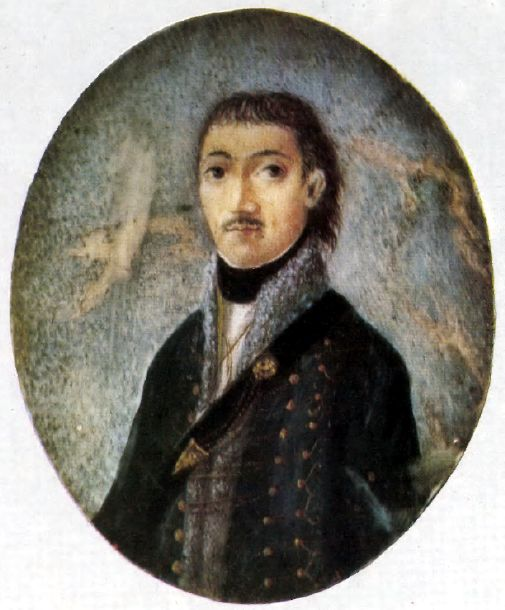
Csokonai Vitéz Mihály portréja (A festmény jelenleg a Petőfi Irodalmi Múzeumban található)
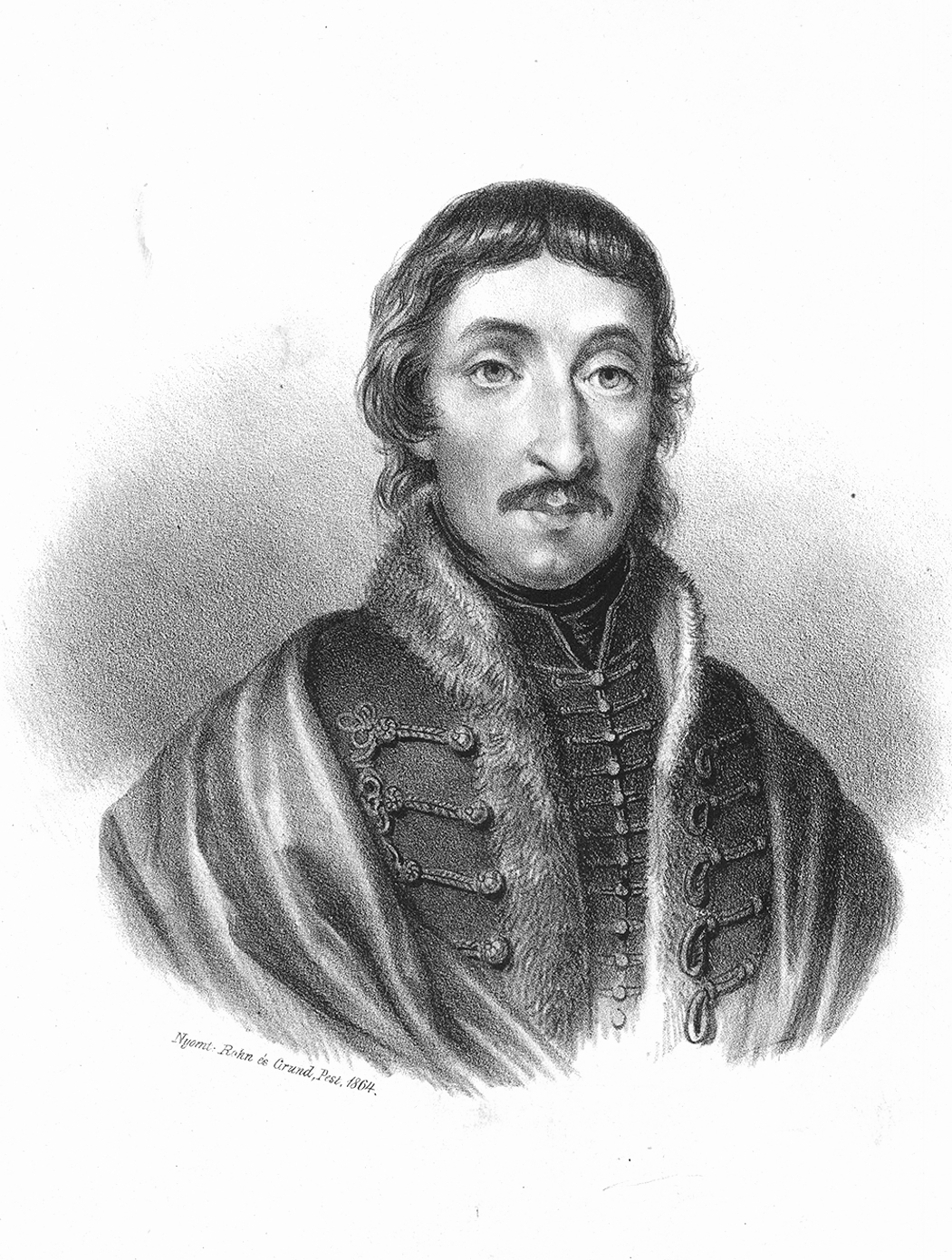
Csokonai Vitéz Mihály – Friedrich John rézmetszete (1816), amelyet Erőss János rajza (1804) alapján készített
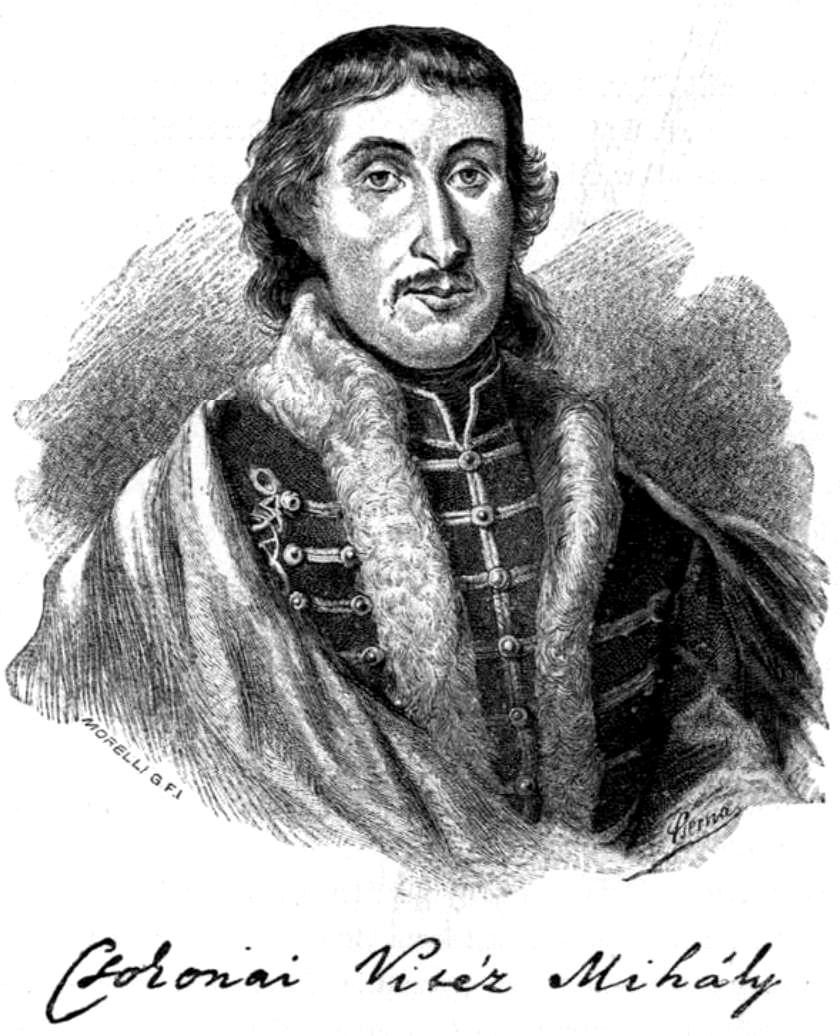
Csokonai Vitéz Mihály. Morelli Gusztáv fametszete. Megjelent Az Osztrák-Magyar Monarchia írásban és képben (1887–1901) kiadványban
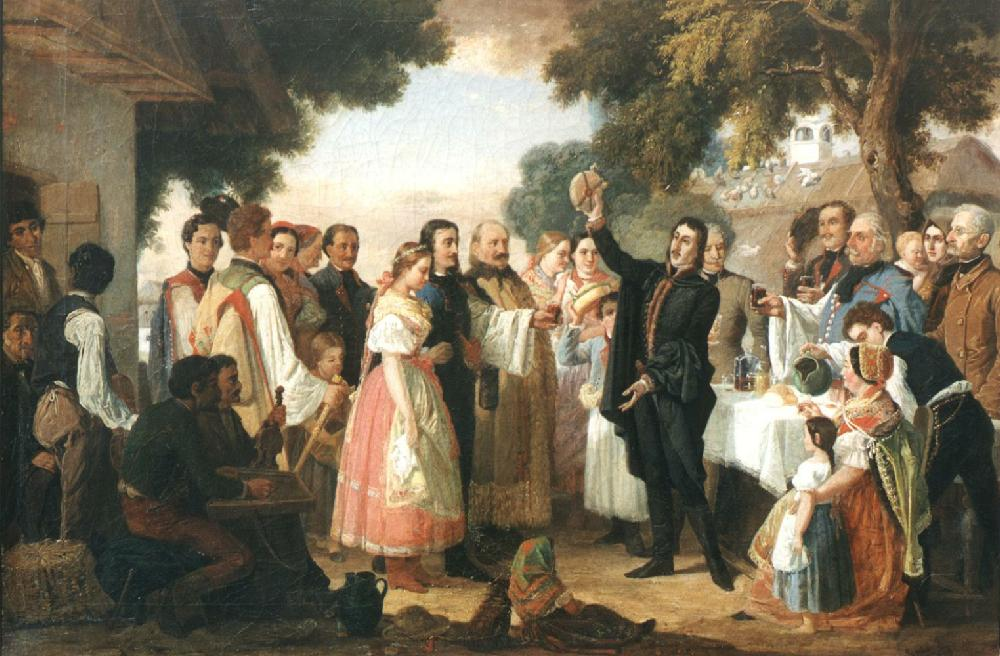
Jankó János: Csokonai a lakodalomban (1869)
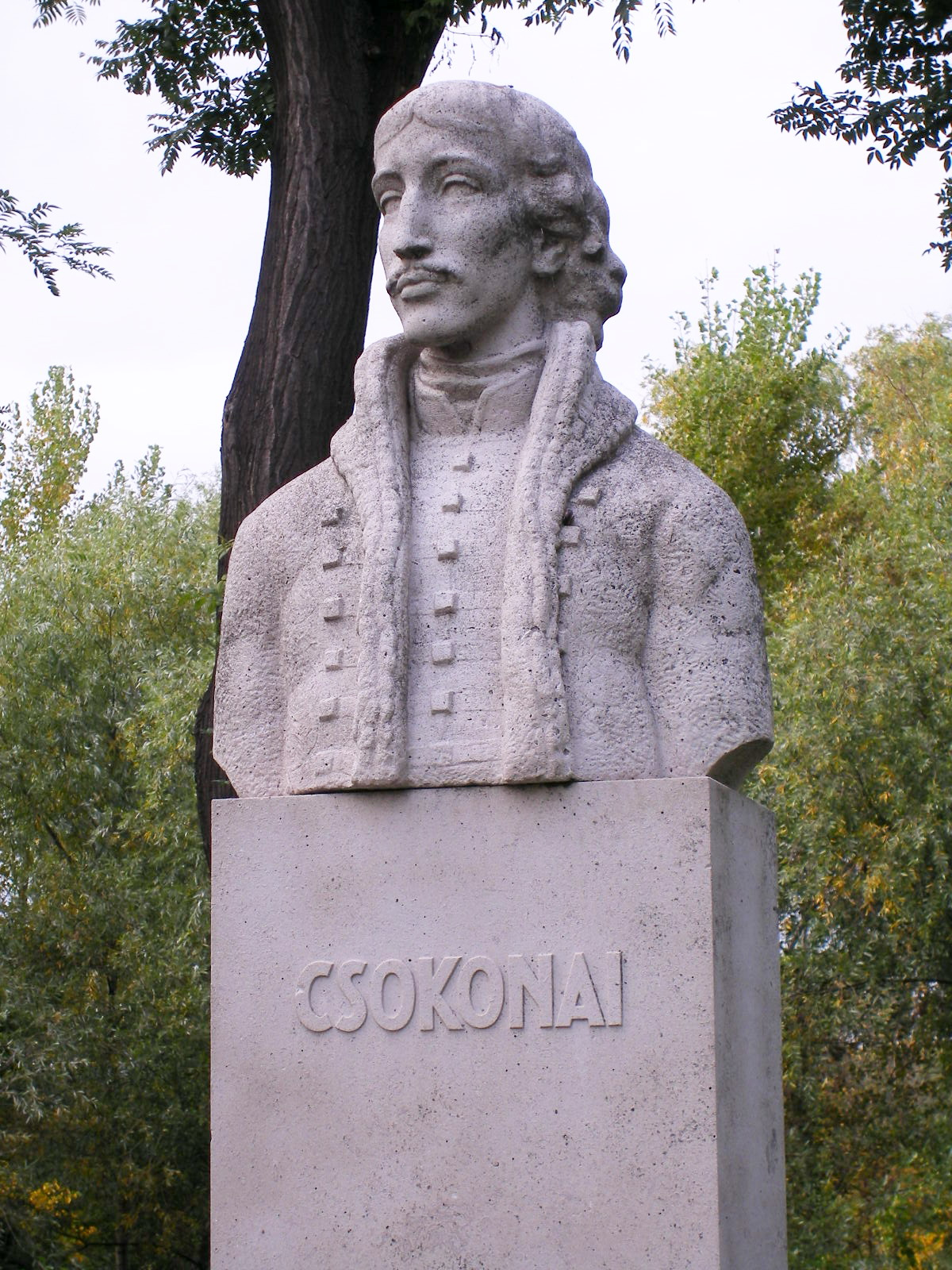
Dunaalmás – Csokonai Vitéz Mihály mellszobra. Szabados Béla (1894–1970) szobrászművész alkotása (1963, felavatva: 1966)
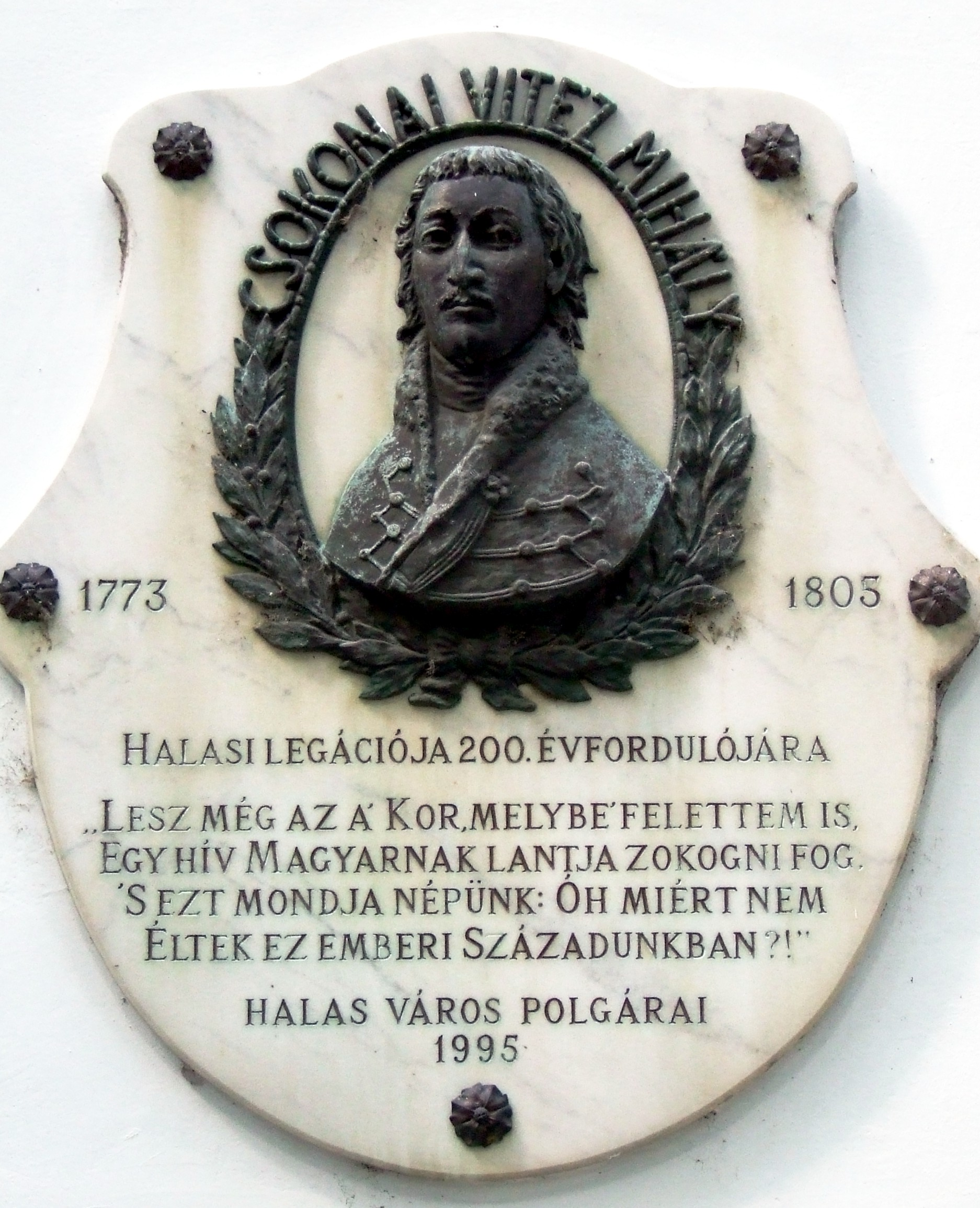
Csokonai Vitéz Mihály-emléktábla a kiskunhalasi református templom déli falán (bronz, márvány, 100x90 cm). Molnár Jenő (*1921) szobrászművész alkotása (1995)

## Szakirodalom
- Debreczeni Attila: Csokonai, az újrakezdések költője. A felvilágosult szemléletmód fordulata az életműben; Csokonai, Debrecen, 1993 (Csokonai könyvtár)
- Ötvös László: Csokonai és barátai. Hajdúbagos irodalmi hagyományai; Polgármesteri Hivatal, Hajdúbagos, 1997
- Borbély Szilárd: Csokonai és Sárváry Pál; Debreceni Kossuth Lajos Tudományegyetem, Debrecen, 1998 (A Debreceni Kossuth Lajos Tudományegyetem Könyvtárának közleményei)
- Debreczeni Attila: Csokonai, az újrakezdések költője. A felvilágosult szemléletmód fordulata az életműben; Kossuth Egyetemi Kiadó, Debrecen, 1998 (Csokonai könyvtár. Bibliotheca Studiorum Litterarium)
- Kilián István: Csokonai boldog napjai. Tanulmányok a költő borsodi, abaúji, zempléni napjairól és kultuszáról; Felsőmagyarország, Miskolc, 2001
- Horváth József: Csokonai csurgói új Hélikonja. Emlékek, vallomások tükrében; Megyei és Városi Könyvtár, Kaposvár, 2005 (A somogyi honismeret kiskönyvtára)
- Demeter Júlia, Pintér Márta Zsuzsanna: "Jöszte poétának". Egy ismeretlen Csokonai-versgyűjtemény; Argumentum, Bp., 2005
- Csokonai Vitéz Mihály halálának 200. évfordulójára. Ünnepi könyv a lélek halhatatlanságáról; szerk. Keresztesné Várhelyi Ilona; Déri Múzeum, Debrecen, 2005
- Asztalos Dezső–Lakner Lajos–Szabó Anna Viola: Kultusz és áldozat. A debreceni Csokonai Kör; Kossuth Egyetemi, Debrecen, 2005
- Ferenczy Miklós: Csokonai Vitéz Mihály külföldi tervei; szerzői, Dunaalmás, 2006
- Nagy Imre: Iskola és színház. Csokonai vígjátékai és a magyar iskolai komédia; Balassi, Bp., 2007
- Horváth József: Professzor Csokonai; Polgármesteri Hivatal, Csurgó, 2007
- Lukács László: Csokonai a néphagyományban; Ráció, Bp., 2007
- "'s végre mivé leszel?". Tanulmányok Csokonai Vitéz Mihály halálának bicentenáriuma alkalmából; szerk. Hermann Zoltán; Ráció, Bp., 2007
- Nagy Imre: Iskola és színház. Csokonai vígjátékai és a magyar iskolai komédia; Balassi, Bp., 2007
- Borbás Rozália: Endymion; Hódmezővásárhely Megyei Jogú Város Polgármesteri Hivatal, Hódmezővásárhely, 2009
- Debreczeni Attila: Csokonai költői életművének kronológiai rendje; Debreceni Egyetemi Kiadó, Debrecen, 2012 (Csokonai Vitéz Mihály összes művei, pótkötet)
- Hovánszki Mária: Csokonai és az érzékeny énekelt dalköltészet; Debreceni Egyetemi, Debrecen, 2013
- Lakner Lajos: Az Árkádia-pör fogságában. A debreceni Csokonai-kultusz; Déri Múzeum, Debrecen, 2014
- Szilágyi Márton: A költő mint társadalmi jelenség. Csokonai Vitéz Mihály pályafutásának mikrotörténeti dimenziói; Ráció, Bp., 2014 (Ligatura)
- Csörsz Rumen István: A kesergő nimfától a fonóházi dalokig. Közköltészeti hatások a magyar irodalomban, 1700–1800; Universitas, Bp., 2016 (Irodalomtudomány és kritika. Tanulmányok)